# Reeves & Co.
Reeves (Рівз) — з 1879 року американський виробник агротехніки, парових двигунів та автомобілів. Штаб-квартира знаходиться в Колумбусі, штат Індіана. У 1912 році компанію купує фірма Emerson-Brantingham і виробництво автомобілів припинилося.

## Початок виробництва автомобілів
Мілтон народився в 1864 році, і став одним із перших, хто побудував транспортний засіб із ДВЗ в США. Історики досі не знають, був він четвертим чи п'ятим.

Трансмісія Reeves

Мілтон Рівз побудував свій автомобіль в 1896 році, вперше представивши на загальний огляд 26 вересня 1896 року, свій автомобіль він назвав «Мотоцикл» («Motocycle»), тому що на його машині була коробка передач, а автомобіль Генрі Форда, який називався «Квадроцикл», мав всього 1 передачу, так що Мілтон вважав свій транспортний засіб куди крутішим Фордовського.
Автомобіль Рівза мав 2 типи кузова — 3-місний або 7-місний, на обидва ставився 2-циліндровий двигун для морських суден фірми Sintz. На випробуваннях автомобіль розвинув майже 25 км/год. Але автомобіль був галасливий і димів, тоді Мілтон встановлює два глушника, вперше у світовій практиці, автомобіль став набагато тихішим і, головне, тепер розганявся до 49 км/год.
У підсумку протягом року він виробляє 5 своїх автомобілів, один з них — 20-місний «автобус» який він назвав «Великий Мотоцикл». Автомобілі оснащувалися або 6-, або 12-сильними моторами, які випускали фірма «Сінц», або фірма, яка належала йому і його братам — Reeves Pulley Company. Треба сказати, що машини він випускав і продавав від свого імені, спочатку ці машини не мали відношення до фірми.
Однак відсутність попиту на автомобілі підштовхнули Мілтона зайнятися розробкою і виробництвом клиноремінних передач (якими, до речі, і оснащувалися його автомобілі) і двигунів повітряного охолодження. Його двигуни використовували фірми: Aerocar, Chatham, Maplebay і Marion.
На початку нового століття він почав виробляти парові трактори. До машин Мілтон Рівз повернувся в 1907 році, виготовивши 4- і 6-циліндрові машини. Причому 4-циліндровий мав карданний вал, а 6-циліндрова машина — ланцюгову передачу.
У 1908 році він розробив багатоколісний багі, який називався Go-Buggy, машинка оснащувалася 2-циліндровим мотором конструкції Мілтона, продавав він її по 450 доларів, проте жодна з машин успіху на ринку не мала, тоді в 1910 році він повторно припиняє виробництво автомобілів.
Так як Рівз не зміг завоювати славу і успіх власними автомобілями, він став займатися переробкою інших. Він заснував свою фірму М.О.Reeves.
У 1911 році на базі 4-дверного «Оверланд» він будує свою 8-колісну машину, яку назве Reeves Octoauto Touring Car.

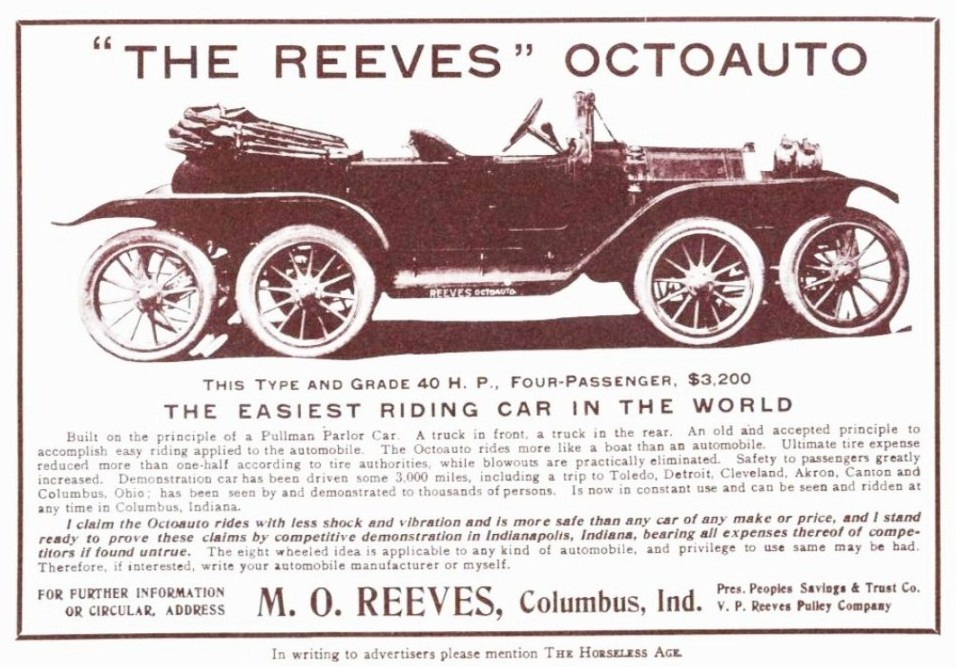
Reeves Octoauto

Машину приводила в дію передостання пара коліс, а керувалися — обидві передні. Машина передбачалася насамперед для тих місць, де були погані дорожні умови, і численні колеса мали знизити загальний тиск на ґрунт. А також передбачалося, що міські дороги теж будуть менше шкодити такій машині, тому що, наприклад, підвіска куди довше протримається, ніж на машині з однією парою коліс.
Рівз активно рекламував машину, в тому числі і на щойно відкритому треку «Індіанаполіс 500». Але машина не мала ніякого попиту, і так і залишилася в єдиному екземплярі. У першу чергу машина не мала успіху, тому що виявилася занадто громіздкою для міських вулиць, і занадто дорогою для фермерів.
Однак в 1912 році Рівз прибирає одну пару коліс з переднього моста і з'являється модель Sextoauto.

Трансмісія Reeves

Однак і на Sextoauto знайшовся всього-лише один покупець, який замовив собі 6-колісник на базі автомобіля Stutz. А «Секстоауто Оверланд» сім'я Мілтона використовувала сама.
Також є інформація, що для когось Мілтон Рівз побудував на замовлення 8-колісний 20-місний автобус.

## Припинення виробництва автомобілів. Закриття компанії
Розчарувавшись в автобізнесі, Мілтон став займатися варіаторами, двигунами і т. д. До 1925 року, коли він помер, у нього було більше 100 патентів на винаходи.
До речі, сім'я Рівз стала в 1927 році дилером «Форда» в Індіані, так що від автомобільного бізнесу вони так і не відмовилися.

## Список автомобілів Reeves
- 1896 — Reeves Motocycle
- 1907 — Reeves Model Six
  - Reeves Model Four
- 1908 — Reeves Go-Buggy
- 1911 — Reeves Octoauto
- 1912 — Reeves Sextoauto